# Racing Point
Racing Point UK Limited, tävlade sist som BWT Racing Point F1 Team, var ett brittiskt formel 1-stall som var baserat i Silverstone i England.
Stallet grundades den 16 augusti 2018 efter att ett konsortium bestående av bland annat affärsmännen Lawrence Stroll, Silas Chou och John McCaw Jr. köpte det redan befintliga F1-stallet Force India. Detta kom till efter att Force India hade dragits med ekonomiska svårigheter en längre tid och i slutet av juli 2018 gick stallet i konkurs. Det nya stallet fick behålla prispengarna som Force India hade fått men de tappade dock samtliga poäng i konstruktörsmästerskapet för första halvan av säsongen 2018. Förarna fick dock behålla de poäng som de hade fått i första halvan av säsongen.
I januari 2020 blev det officiellt att Racing Point skulle byta namn till Aston Martin F1 från och med 2021 års säsong.

## F1-säsonger
| Säsong | Tävlingsnamn                     | Bil               | Motor                  | Däck | Poäng | VM-plac. | Nr. | Förare 1     | Nr. | Förare 2     | Nr. | Förare 3        |
| ------ | -------------------------------- | ----------------- | ---------------------- | ---- | ----- | -------- | --- | ------------ | --- | ------------ | --- | --------------- |
| 2018   | Racing Point Force India F1 Team | Force India VJM11 | Mercedes M09 EQ Power+ | P    | 52    | 7:a      | 11. | Sergio Pérez | 18. | Esteban Ocon |     |                 |
| 2019   | Sportpesa Racing Point F1 Team   | Racing Point RP19 | BWT Mercedes           | P    | 73    | 7:a      | 11. | Sergio Pérez | 18. | Lance Stroll |     |                 |
| 2020   | BWT Racing Point F1 Team         | Racing Point RP20 | BWT Mercedes           | P    | 195   | 4:e      | 11. | Sergio Pérez | 18. | Lance Stroll | 27. | Nico Hülkenberg |

### Segrar
1. Sakhirs 2020

### Pole position
1. Turkiet 2020